# Dragan Mrđa
Dragan Mrđa (ur. 23 stycznia 1984 we Vršacu) – serbski piłkarz występujący na pozycji napastnika.

## Kariera

### Crvena Zvezda Belgrad
Mrđa zaczynał karierę w Crvenej Zveździe Belgrad, gdzie w sezonie 2002/2003 był podstawowym zawodnikiem, ale z czasem się to zmieniło.

### Belgia
Piłkarz w 2006 przeniósł się do Lierse SK, gdzie też nie był zadowolony z braku występów. Został wypożyczony do SV Zulte-Waregem, gdzie nie był pewny miejsca w pierwszym składzie.

### FK Chimki
Pechowo też zaczął w klubie z Rosji strzelił w dwóch sezonach dwa gole i pożegnał się z tą drużyną.

### Vojvodina Nowy Sad
Powrócił do Serbii wiązano z nim duże nadzieje, które się spełniły, bo już w pierwszym sezonie zdobył 13 bramek, a Vojvodina zajęła 3. miejsce w lidze, tracąc tylko jedno oczko do 2 w lidze Crvenej zvezdy.

### Reprezentacja
Z reprezentacją U-21 był wicemistrzem Europy, a w pierwszej drużynie zadebiutował w listopadzie 2008, gdzie Serbia pokonała Bułgarię aż 6-1.

14 grudnia 2008 w kolejnym meczu reprezentacji zagrał z Polską. Serbia wtedy przegrała, a bramkę dla Polaków zdobył Rafał Boguski.

## Sukcesy

### Klub
Liga Serbii
- Mistrz (2): (2004), (2006)

Puchar Serbii
- Zwycięzca (2): (2004), (2006)

### Reprezentacja
Mistrzostwa Europy U-21 w piłce nożnej
- Wicemistrz (1): (2007)